# Canciones para el hombre nuevo
Canciones para el hombre nuevo es el tercer álbum del cantante y compositor uruguayo Daniel Viglietti. Fue grabado mayormente en La Habana en 1967 y editado como LP por el sello Orfeo en 1968.
Es un álbum clave en la discografía de Viglietti, ya que es el comienzo de la etapa más politizada de su carrera.
El disco se encuentra bajo la influencia de la visita del cantante a Cuba, donde participó del Encuentro de la Canción Protesta y grabó casi todas las canciones del álbum. Según sus propias palabras, volvió del viaje "con la conciencia muy despierta a un Uruguay desvelado en luchas y conflictos sociales".
La mayor parte de las canciones del disco son musicalizaciones de poesías de diversos autores latinoamericanos y españoles. Entre las canciones de autoría de Viglietti se destaca A desalambrar, un tema que se volvió un clásico de la canción de protesta y ha sido versionada por muchos artistas, incluyendo a Víctor Jara en su disco Pongo en tus manos abiertas....
La tapa del LP presentaba una foto del cantante con su guitarra bajo el brazo, casi empuñada como un arma, mostrando la actitud de Viglietti favorable a la lucha armada, algo también presente en algunas de las letras del álbum.
El álbum fue editado en formato CD en 2001.

## Lista de canciones
Cuando no se aclara, la letra y/o música del tema es de Viglietti. 
1. Duerme negrito (canción popular recopilada por Atahualpa Yupanqui)
2. A desalambrar
3. Canción del hombre nuevo
4. Milonga de andar lejos
5. Cruz de luz
6. Soldado aprende a tirar (letra de Nicolás Guillén)
7. Me matan si no trabajo (letra de Nicolás Guillén)
8. Yo nací en Jacinto Vera (letra de Líber Falco)
9. Ronda (letra de Nicolás Guillén)
10. Remanso (letra de Federico García Lorca)
11. Remansillo (letra de Federico García Lorca)
12. Variación (letra de Federico García Lorca)
13. Cortaron tres árboles (letra de Federico García Lorca)
14. Dos baladas amarillas I (letra de Federico García Lorca)
15. Dos baladas amarillas II (letra de Federico García Lorca)
16. Remontando los ríos (letra de Rafael Alberti)
17. Mi pueblo (letra de Rafael Alberti)
18. Pedro Rojas (letra de César Vallejo)

Las canciones fueron grabadas en La Habana en setiembre y octubre de 1967, salvo Canción del hombre nuevo y Me matan si no trabajo, grabadas en Montevideo en enero de 1968.

## Personal
- Daniel Viglietti: canto y guitarra.
- Ramiro Hernández: tumbadora en Duerme negrito.
- Humberto Vásquez: marímbula en Duerme negrito.
- Daniel García: claves y quijada en  Duerme negrito.
- Zvradko Koev: flauta en Milonga de andar lejos.
- Federico Britos: violín en Yo nací en Jacinto Vera.
- Waldo Núñez: corno en Pedro Rojas.